# Tempos de Visitação
Tempos de Visitação, ora chamado pelo seu subtítulo Quebrando as Maldições é o quinto álbum de estúdio do Koinonya, gravado e lançado em 1992.
Primeiro disco da banda produzido pelo tecladista Willen Soares, foi gravado em estúdio na cidade de Brasília, onde Bené Gomes exercia atividades religiosas. Duas equipes musicais, uma na capital federal, outra em Goiânia, atuavam ao mesmo tempo. Kleber Lucas e Márcio Pereira não participaram, enquanto Alda Célia se mantém e Ludmila Ferber estreia como integrante.

## Faixas
1. "Aleluia – Todas as Nações"
2. "Hosana"
3. "Sê Exaltado"
4. "Maior Amor"
5. "Comunhão"
6. "Te Coroamos"
7. "Vencidos Foram"
8. "Povo de Guerra"
9. "O Senhor Reina"
10. "O Diabo Tremeu"
11. "Te Exaltamos"
12. "Flua"
13. "Emanuel"
14. "Aleluia, Jesus eu Te Amo"
15. "Sara Senhor"